# Sara Maldonado
Sara Maldonado  (Xalapa-Enríquez, Veracruz, Mexikó 1980. március 10. –) mexikói színésznő. Főként telenovellákban szerepel.

## Élete és pályafutása
Xalapa-Enríquezben született. Édesapja Mario Maldonado, édesanyja Sara Fuentes. Három testvére van: Mario, Jesús és Fabiola.
2007. december 27-én hozzáment a mexikói producerhez, Billy Rovzarhoz. A válást 2011. februárban jelentették be.
A Televisa színészképzőjében, a Centro de Educación Artística de Televisában (CEA) tanult. Első főszerepét 2001-ben kapta a Juego de la vidában. 2004-ben Kanadába és New Yorkba utazott, hogy ott folytassa tanulmányait. 2006-ban visszatért Mexikóba a Televisához, ahol szerepet kapott a Mundo de fierasban. A következő évben Aymart alakította a Tormenta en el Paraísóban. 2010-ben elhagyta a Televisát és a Telemundohoz szerződött. Ugyanebben az évben a Capadocia 2. évadában Monsét alakította. 2011-ben az El octavo mandamiento (A nyolcadik parancsolat) című telenovellában szerepelt, mint Camila San Millán. 2012-ben Lucíát alakította a Casi treinta című filmben.

## Filmográfia

### Telenovellák
| Év        | Eredeti cím            | Cím            | Szerep                                    | Magyar hang        |
| --------- | ---------------------- | -------------- | ----------------------------------------- | ------------------ |
| 2001-2002 | Juego de la vida       |                | Lorena Álvarez                            |                    |
| 2002-2003 | Clase 406              |                | Tatiana del Moral                         |                    |
| 2004      | Corazones al límite    |                | Diana Antillón                            |                    |
| 2006      | Mundo de fieras        |                | Paulina Cervantes Bravo                   |                    |
| 2007-2008 | Tormenta en el Paraíso |                | Aymar Lazcano Mayú                        |                    |
| 2010-2011 | Aurora                 | Aurora         | Aurora Ponce de León                      |                    |
| 2011      | La Reina del Sur       | Dél királynője | Verónica Cortés/Santos "Guadalupe Romero" | Kisfalvi Krisztina |
| 2011-2012 | El octavo mandamiento  |                | Camila San Millán                         |                    |
| 2014      | Camelia, La Texana     |                | Camelia Pineda 'La Texana'                |                    |
| 2016      | Persequidos            |                | La Perrys                                 |                    |
| 2017      | Las Malcriadas         |                | Laura                                     |                    |

### Sorozatok
| Év   | Eredeti cím  | Cím                 | Szerep                  |
| ---- | ------------ | ------------------- | ----------------------- |
| 2007 | El Pantera   |                     | La Monja                |
| 2007 | Trece miedos |                     | Vanessa                 |
| 2010 | Capadocia    | Capadocia (2. évad) | Monserrat 'Monse' Olmos |

### Filmek
| Év   | Eredeti cím            | Cím | Szerep |
| ---- | ---------------------- | --- | ------ |
| 2007 | Gente bien... atascada |     |        |
| 2012 | Casi treinta           |     | Lucia  |

## Fordítás
- Ez a szócikk részben vagy egészben  a   Sara Maldonado című spanyol Wikipédia-szócikk fordításán alapul.  Az eredeti cikk szerkesztőit annak laptörténete sorolja fel. Ez a jelzés csupán a megfogalmazás eredetét és a szerzői jogokat jelzi, nem szolgál a cikkben szereplő információk forrásmegjelöléseként.